# Îles Fratelli
Les îles Fratelli (arabe : رشادة الأخوات) sont deux îlots rocheux situés au nord de la Tunisie.
Ils se trouvent au large de Kef Abbed, plus précisément à deux miles de la côte du gouvernorat de Bizerte. Leurs rochers abritent des faucons d'Éléonore et des puffins cendrés.